# Instituto dos Museus e da Conservação

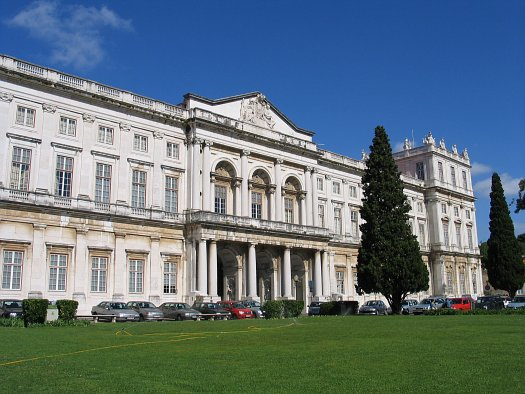
Palácio Nacional da Ajuda

O Instituto dos Museus e da Conservação, I. P., era um Instituto Público português, abreviadamente designado por IMC, criado em 2007 na âmbito do Programa de Reestruturação da Administração Central do Estado (PRACE), e que unia os anteriores Instituto Português de Museus e Instituto Português de Conservação e Restauro, assim como a Estrutura de Missão Rede Portuguesa de Museus. Era dependente do Ministério da Cultura. Em 2011, foi fundido com o Instituto de Gestão do Património Arquitetónico e Arqueológico, I. P., gerando a Direção-Geral do Património Cultural.

## Missão
O IMC passou a tutelar 28 museus, de arte, arqueologia, etnologia, e 5 Palácios Nacionais, instituições de referência patrimonial espalhadas por praticamente todas as regiões do País.
Preservar e valorizar estes objectos únicos, garantindo que as gerações futuras poderão continuar a frui-los, era a principal preocupação do Instituto.

## Bases de Dados
As bases de dados apresentadas, anteriormente dependentes do IMC, são agora dependentes da Direção-Geral do Património Cultural.

### MatrizNet
Faculta a informação contida nas fichas de inventário de bens museológicos, assim como a informação relativa a bibliografia e a exposições temporárias dos museus anteriormente dependentes do IMC, agora da DGPC. Tem cerca de 40.000 entradas e possibilita a realização de pesquisas transversais nas colecções dos museus, em obras de uma determinada época histórica, período artístico ou autoria.
- Colecções
- Exposições Temporárias

### MatrizPCI
Base de informação de suporte ao Inventário Nacional do Património Cultural Imaterial, permitindo além das pesquisas de manifestações imateriais inventariadas, a consulta de recursos de referência sobre património imaterial, incluindo legislação e normativos, edições eletrónicas e documentação técnica de relevância para a promoção da salvaguarda do  Património Cultural Imaterial. 
- Pesquisa do Inventário
- Iniciar o procedimento de inventário de manifestações imateriais

### MatrizPix
Permite a pesquisa sobre fundos fotográficos, em suporte digital, produzidos e geridos anteriormente pelo Instituto dos Museus e da Conservação a atualmente pela DGPC, designadamente os relativos à documentação das colecções dos Museus e Palácios Nacionais. Possui uma área de apresentação de Exposições fotográficas, quer constituam versões online de exposições apresentadas pela ADF/DGPC em museus e galerias, quer constituam exposições concebidas especificamente para acesso através do MatrizPIX. Permite ainda a selecção e pedido online de imagens. Possui cerca de 30.000 entradas.
- Pesquisa de Imagens
- Exposições Online
- Pedido de Imagens

## Extinção
O IMC foi extinto em 29 de dezembro de 2011, por fusão com o Instituto de Gestão do Património Arquitetónico e Arqueológico, I. P., gerando um serviço de administração direta do Estado, a Direção-Geral do Património Cultural.